# ثریا قزل‌ایاغ
ثریا قزل‌ایاغ (زاده ۵ دی ۱۳۲۲ – درگذشته ۱۴ فروردین ۱۳۹۹) نویسنده، برگردان، استاد بازنشسته ادبیات کودکان  ونوجوانان، دانشکده علوم پرورشی دانشگاه تهران، عضو هیئت مدیره شورای کتاب کودک و از استادان علوم کتاب‌داری و اطلاع‌رسانی ایران بود.

## آغاز زندگی
ثریا قزل‌ایاغ در ۵ دی ۱۳۲۲ در محله دولت تهران چشم به جهان گشود. او خود را تأثیر پذیرفته از پدر خود، حسین قزل‌ایاغ و مادر خود، فرح‌بانو آذرین کردار می‌داند.

## تحصیل
قزل‌ایاغ در سال ۱۳۴۱ در رشته طبیعی از دبیرستان نوباوگان ضرابی تهران فارغ‌التحصیل شد. او کارشناسی علوم ارتباطات اجتماعی را در دانشکده علوم ارتباطات اجتماعی تهران فرا گرفت و در سال ۱۳۵۰ برای تحصیل رشته کتابداری در گرایش کتابخانه‌ها و ادبیات کودکان و نوجوانان به مدرسه کتابداری کالج پی‌بادی در ایالت تنسی ایالات متحده آمریکا رفت و در سال ۱۳۵۲ از آن دانشکده، مدرک کارشناسی ارشد گرفت. او همچنین دوره کوتاهی را برای یادگیری قصه‌گویی و ساخت عروسک‌های دستی در آن دانشکده گذراند.

## زندگی حرفه‌ای

### آمریکا
ثریا قزل‌ایاغ در هنگام تحصیل در دانشکده پی‌بادی، در بخش کودکان کتابخانه عمومی مرکزی شهر نشویل و همچنین کتابخانه مرکزی دانشگاه ایالتی تنسی کار کرد.

### ایران
ثریا قزل‌ایاغ در بازگشت به ایران، برای مدتی در کتابخانه مرکزی دانشگاه آریامهر (دانشگاه صنعتی شریف) کار کرد و در سال ۱۳۵۵ به عضویت هیئت علمی گروه کتابداری دانشکده علوم تربیتی دانشگاه تهران درآمد و این جایگاه را تا خرداد ۱۳۸۱ نگه داشت.
آموزش ادبیات کودکان به زنان در دوره‌های آموزشی سپاه دانش و دوره‌های آموزش حین خدمت آموزگاران، همکاری در برنامه‌ریزی دوره کتابداری برای رشته فنی‌وحرفه‌ای وزارت آموزش و پرورش، حضور در کمیته گزینش کتاب برای کتابخانه‌های مدارس، بنیانگذاری کتابخانه کانون اصلاح و تربیت تهران، همکاری با لیلی ایمن در شورای کتاب کودک، و همکاری با سازمان نهضت سوادآموزی از دیگر کارهای او هستند.

## نویسندگی
از نخستین نوشته‌های ثریا قزل‌ایاغ، کتاب راهنمای بازی‌های ایران در همکاری شهلا افتخاری است که در سال ۱۳۷۹ از سوی دفتر پژوهش‌های فرهنگی کمیسیون ملی یونسکو در ایران منتشر شد.
کتاب ادبیات کودکان و نوجوانان و ترویج خواندن قزل‌ایاغ که در سال ۱۳۸۳ منتشر شد کمبود کتاب‌های درسی دانشگاهی ایران برای دانشجویان رشته‌های کتابداری، علوم تربیتی، هنر و تربیت معلم را جبران کرد. این کتاب، دستاورد بیش از دو دهه تجربه ثریا قزل‌ایاغ در زمینه ادبیات کودکان است. او در این کتاب تلاش می‌کند دست‌اندرکاران رمینه آموزش را با اهمیت ادبیات کودکان آشنا کند.
ثریا قزل‌ایاغ پژوهش خود در زمینه لالایی را در لالایی‌ها و ترانه‌های نوازشی از تولد تا سه سالگی منتشر کرد. او در این کتاب، برخی گونه‌های ادبیات عامه‌پسند در چهار گروه لالایی‌ها، ترانه‌های نوازشی، بازی-ترانه‌های حسی-حرکتی، و قصه‌های گردآوری شده، دسته‌بندی کرده است.
نقش کتاب‌های کودکان در همسازی کودکان معلول با جریان زندگی روزمره، ادبیات کودکان و نوجوانان و ترویج خواندن؛ مواد و خدمات کتابخانه برای کودکان ونوجوانان، پرنیان و آب؛ با لالایی تا سرزمین خواب، لالایی‌ها و ترانه‌های نوازشی، از تولد تا سه سالگی، و خواندن با کودک، از تولد تا سه سالگی از جمله کتاب‌های او هستند.
قزل‌ایاغ باور داشت که در ایران، به شعر نوجوانان، بی‌توجهی شده یا برآورنده نیازهای احساسی و فکری آنان نبوده است.
از دیگر زمینه‌های مورد علاقه ثریا قزل‌ایاغ، اقوام فراموش‌شده‌ای چون سرخ‌پوستان و اسکیموها بودند که در چند اثرِ خود به آنها پرداخت.

## جوایز
ثریا قزل‌ایاغ به دلیل کتاب‌ها و کارهای خود، جوایز بسیاری گرفت. او جایزه لاک‌پشت پرنده را به دلیل یک‌عمر تلاش برای ادبیات کودکان و نوجوان از سوی انجمن نویسندگان کودک و نوجوان دریافت کرد. قزل‌ایاغ به مدت دو سال عضو هیئت داوران جایزه هانس کریستیان آندرسن بود. از آخرین کارهای او در شورای کتاب کودک می‌توان به برگزاری «دوره تربیت کتابدار مدرسه» اشاره کرد.

## مخالفت با سانسور
ثریا قزل‌ایاغ با سانسور کتاب‌های کودک، بسیار مخالف بود. او باور داشت ممیزی پیش از انتشار کتاب و بر پایه دیدگاه شخصی، امکان انتخاب آزاد را از جامعه می‌گیرد. او نسبت به مدیریت فرهنگی در ایران و عدم مشارکت جامعه ایران در سرنوشت خود انتقاد داشت.

## درگذشت
ثریا قزل‌ایاغ از بهمن ۱۳۹۸ دچار بیماری شده و در بیمارستان بستری بود. ۱۴ فروردین ۱۳۹۹ در سن ۷۶ سالگی همزمان با روز جهانی کتاب کودک درگذشت.

## کتاب

### نوشته‌ها
- ادبیات کودکان: تولد تا سه سالگی (خواندن و کتاب …)، تهران، نشر درخت بلورین، ۱۳۸۵
- ادبیات کودکان ونوجوانان و ترویج خواندن. تهران، نشر سمت، ۱۳۸۳
- پرنیان و آب: با لالایی‌ها تا سرزمین خواب، مادرانه‌هایی از ثریا قزل‌ایاغ. تهران، نشر چشمه، ۱۳۸۶ (از این کتاب یک لوح فشرده موسیقی نیز در سال ۱۳۹۴ منتشر شد)
- خواندن با کودک از تولد تا سه سالگی، تهران، مؤسسه پژوهشی تاریخ ادبیات کودکان، ۱۳۸۹
- راهنمای بازی‌های ایران. با همکاری شهلا افتخاری. تهران، دفتر پژوهش‌های فرهنگی و کمیسیون یونسکو در ایران، ۱۳۷۹
- لالایی‌ها و ترانه‌های نوازشی از تولد تا سه سالگی. تهران، مؤسسه پژوهشی تاریخ ادبیات کودکان، ۱۳۸۹